# José Luis Galilea
 (octobre 2014).
Si vous disposez d'ouvrages ou d'articles de référence ou si vous connaissez des sites web de qualité traitant du thème abordé ici, merci de compléter l'article en donnant les références utiles à sa vérifiabilité et en les liant à la section « Notes et références ».
José Luis Galilea Vidaurreta, né le 9 juillet 1972 à Saint-Sébastien (Pays basque, Espagne), est un ancien basketteur international espagnol qui jouait au poste d'arrière. Il est désormais directeur général du club Cajasol Séville.

## Biographie
Galilea joue notamment pendant sept saisons au FC Barcelone (1989-1996).
Après avoir mis un terme à sa carrière de joueur en 2007, il devient entraîneur et consultant dans divers medias.
Il est désormais directeur général de Cajasol Séville.